# Bandai Namco Holdings
Bandai Namco Holdings Inc. (BNHD) (яп. 株式会社バンダイナムコホールディングス кабусики-гайся бандай намуко хо:рудингусу, букв. «Корпорация-холдинг Bandai Namco») — японская компания, сформированная путём слияния управляющих активов Namco и Bandai, являющаяся холдинговой компанией Bandai Namco Group. Внутри группы, корпорация Namco Bandai Holdings отвечает за планирование и исполнение управляющих стратегий. Bandai Namco Group — глобальная организация, выпускающая средства развлечения, такие как игрушки, программное обеспечение видеоигр, наравне с видео- и аудиоматериалом и логистическими услугами. Компания включает в себя три стратегические организационные единицы (англ. Strategic Business Units (SBU)) и несколько компаний-филиалов. Начало существованию холдинга положило объединение компаний ООО «Bandai» и ООО «Namco» 29 сентября 2005 года. 2 января 2006 года группа организовала в США дочерний холдинг, отвечающий за управление делами на северо-американском рынке. В сфере её интересов игрушки, видеоигры и аркады, а также — парки развлечений. Bandai на сегодня является третьим по величине производителем игрушек в мире. С целью поглощения, Bandai приобрела компанию Sunrise, японскую мультипликационную студию, которая после покупки начала финансироваться NBHD. Штаб-квартира холдинга находится в специальном районе Синагава города Токио.